# Верндль, Йозеф
Йозеф Верндль (нем. Josef Werndl; 26 февраля 1831, Штайр, Австрийская империя — 29 апреля 1889, там же) — австрийский промышленник, изобретатель и производитель стрелкового оружия.

## Биография

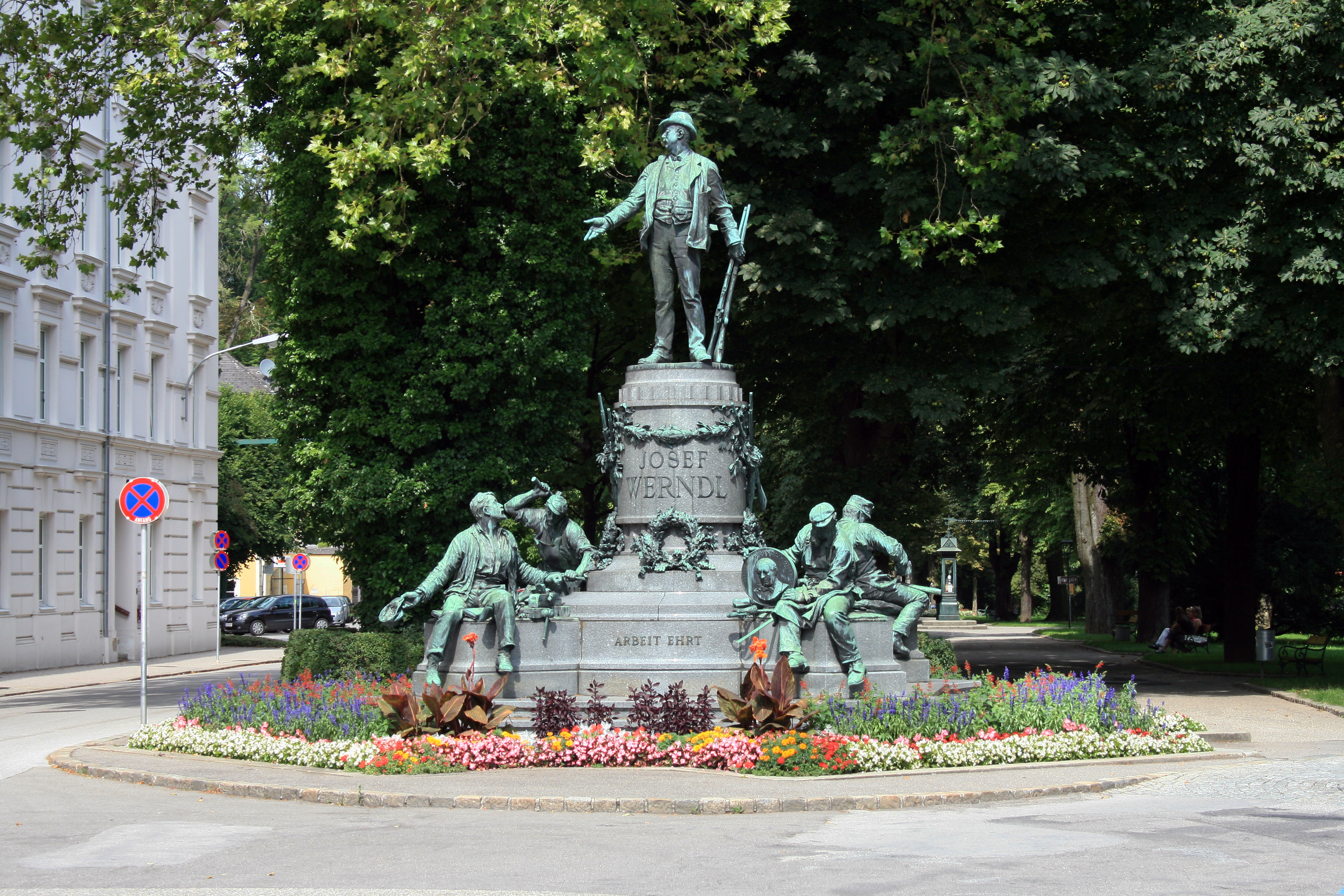
Памятник Йозефу Верндлю в Штайре работы скульптора В. Тильгнера

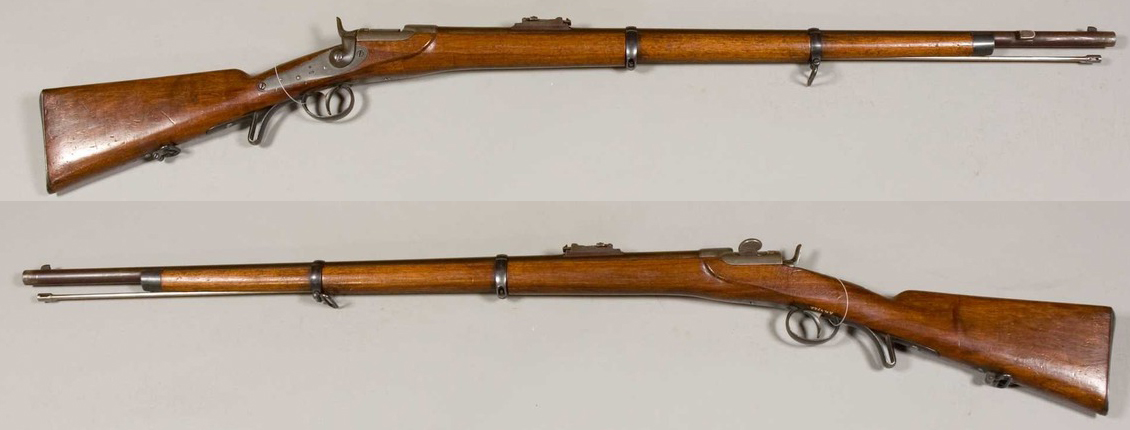
Винтовка Верндля M1867

Родился в семье оружейников. Работал подмастерьем в Праге, затем на казённом оружейном заводе в Веринге близ Вены, осуществил ознакомительные поездки в Англию, Тюрингию, работал на оружейных заводах Remington Arms и Colt в Соединенных Штатах.
Изучив новейшие станки и оборудование серийного производства оружия, Верндль в 1853 году вернулся в родной Штайр, где после смерти отца возглавил и модернизировал семейное оружейное предприятие.
Привлек на своё предприятие чешского конструктора Карела Голуба, вместе с которым разработал современную систему ружей.
Ружье конструкции Голуба, заряжающееся с казённой части, стало выпускаться в Штайре массово и поступило на вооружение австрийской армии. Вместе с братом Францем он в 1864 году создал современное по тем временам предприятие — Josef und Franz Werndl & Comp., Waffenfabrik und Sägemühle.
В июле 1867 Верндль получил патент на новую систему зарядки с ружейным, и победил Ремингтона в конкурсе на новый тип ружей для австро-венгерской армии (карабин Верндля M1867). Получил заказ на изготовление 100 000 карабинов нового типа (увеличенный позже до 150 000 штук). Предприятие Верндля в Штайре интенсивно развивалось и в 1880-е годы стало одним из крупнейших в мире. Количество сотрудников выросло до 6000 человек и получило название Österreichische Waffenfabriksgesellschaft (OEWG). Производство оружия увеличилось до приблизительно 8000 винтовок в неделю.
Позже OEWG занялось производством электрогенераторов, оборудования для русловых ГЭС, ламп накаливания и Газосветных ламп. Штайр стал первым крупным городом, который был освещён электричеством от гидроэнергии. В 1894 году стала производить и велосипеды под маркой Waffenrad.
Сотрудничество с Голубом и инженером Ф. Манлихером, сделало австрийский оружейный завод одним из крупнейших производителей оружия в мире, с более чем девятью миллионами произведенного оружия разного типа между 1869 и 1911 гг. На предприятии было занято более 15000 сотрудников, OEWG стал крупнейший оружейный заводом в Европе. OEWG позже, в большой степени, занимался производством оружия для нужд армии в Первой мировой войне.

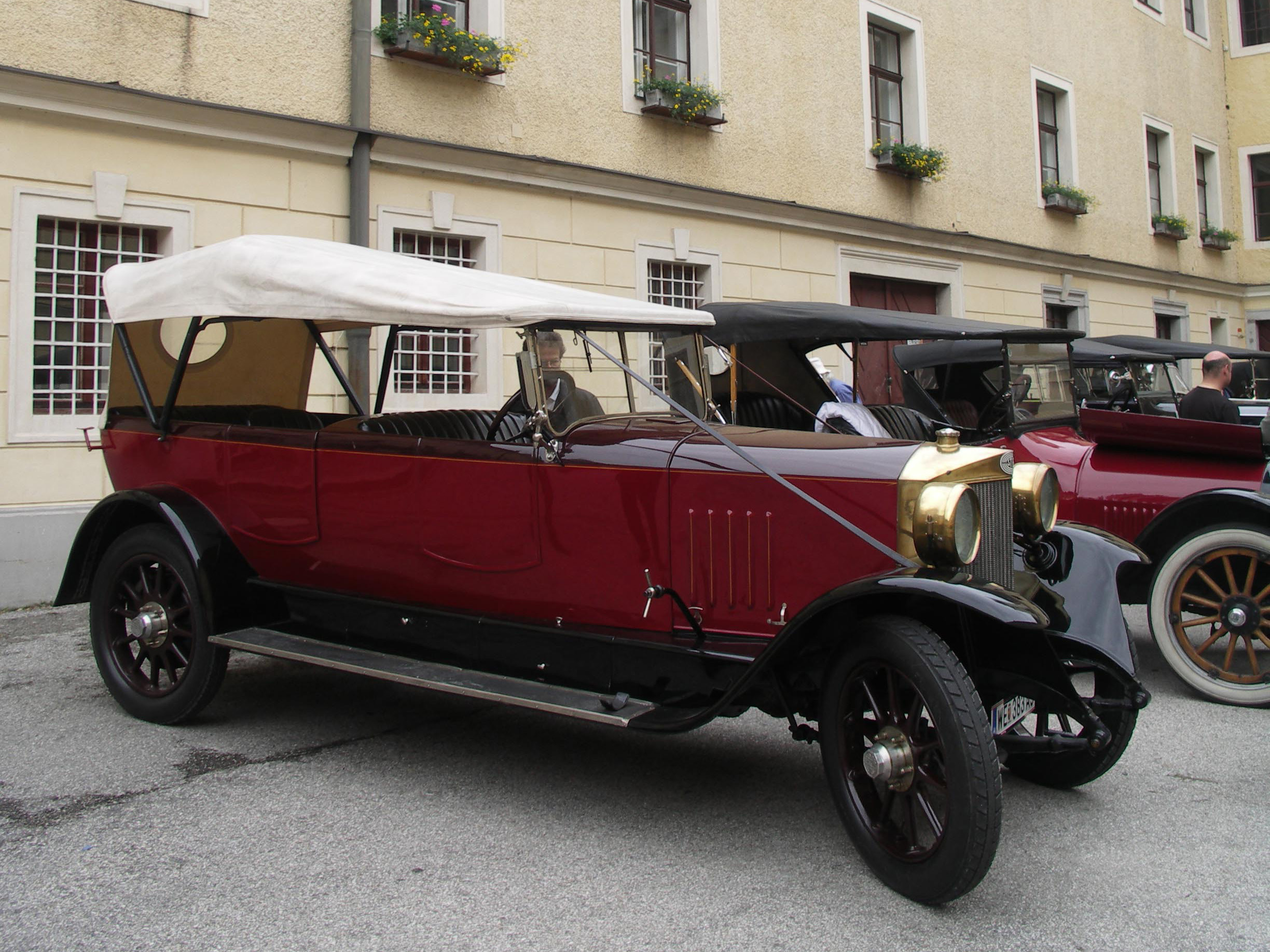
Автомобиль Steyr VII 1926 года

Й. Верндль с братом основал также фирму Steyr-Daimler-Puch, существовавшую в 1864—2001 годах, занимавшуюся производством огнестрельного оружия, военной техники, тракторов, легковых и грузовых автомобилей, велосипедов, мотоциклов и самолётов. В 1934 году она слилась с Austro-Daimler. Штаб-квартира находилась в городе Штайр. В 2001 году компания прекратила производство автомобилей.
Й. Верндль построил для персонала современные жилые дома, школы и бассейны, выплачивал зарплату выше среднего уровня, всех сотрудников и членов их семей обеспечивал бесплатной медицинской помощью.
Умер от пневмонии.

## Награды
- Работа Й. Верндля в 1870 году была отмечена Орденом Железной короны III степени, а в 1883 — Императорским австрийским орденом Франца Иосифа.
- Й. Верндлю в родном городе установлена бронзовая статуя и создан мемориал.
- Одна из улиц в Штайре носит его имя.